# Kulcsár Miklós
Kulka Miklós (írói álnevei: Kultsár Miklós, Kulcsár Miklós, Nicolas Keynes; Szignói: K. M., kl; Kassa, 1902 – 1945. január 11., Gmünd) író, költő, újságíró, lapszerkesztő, kritikus.

## Élete
Szülővárosában érettségizett. Az 1920-as évek első felében a Tűz és a Kassai Napló című lapokban jelentek meg avantgard versei, valamint két kassai színházi újságnak, a Színház és Sport (1923) valamint a Színház (1923–1925) című lapoknak volt a kiadója és főszerkesztője. Kritikákat, vitacikkeket jelentetett meg. 
Később Budapestre költözött. Az 1930-as években a Mai Nap újságírója volt. Több rágalmazási per indult ellene cikkei miatt.1932-től 1937-ig néhány kisregénye jelent meg a Világvárosi Regények sorozatban. A gmündi koncentrációs táborban halt meg vérhas? következtében.

## Művei
A Világvárosi Regények sorozatban jelentek meg:
- Nicolas Keynes:[4] A turf démona, 12. szám, 1932
- A filmvezér, 24. szám, 1932
- Marika, a banda lánya, 321. szám, 1936
- Az utolsó látogató, 333. szám, 1936
- A lila folt, 352. szám, 1936
- Kis-szakasz, 360. szám, 1937
- Hajnalban, hajnal előtt, 368. szám, 1937
- Éjféli történet, 375. szám, 1937
- Rögtönítélő bíróság, 386. szám, 1937